# Cheilanthes pteridioides
Cheilanthes pteridioides là một loài thực vật có mạch trong họ Adiantaceae. Loài này được C. Chr. miêu tả khoa học đầu tiên.